# Causa Wardových
Causa Wardových (v originále Class Action) je americké právnické drama z roku 1991, které režíroval Michael Apted. V hlavních rolích se představí Gene Hackman a Mary Elizabeth Mastrantonio, dále hrají Larry Fishburne, Colin Friels, Fred Dalton Thompson a Donald Moffat. Film byl uveden na 17. ročníku Mezinárodního filmového festivalu v Moskvě.

## Děj
Příběh se točí kolem soudního sporu o zranění způsobená vadným automobilem. Případ získává osobní rozměr, když právník poškozeného, Jedediah Tucker Ward, zjistí, že automobilku ARGO zastupuje jeho odcizená dcera Maggie Ward.
Jedediah je liberální právník bojující za občanská práva a pomáhá lidem proti mocným. Naopak Maggie pracuje pro elitní korporátní firmu a sleduje vlastní kariérní zájmy. Jejich vztah se zhoršil poté, co Maggie zjistila, že její otec podváděl její matku Estelle.
Jed se ujímá žaloby proti ARGO kvůli nebezpečným vadám modelu Meridian, který má tendenci explodovat při aktivaci levého blinkru. Má silné důkazy, ale případ se komplikuje, když zjistí, že jeho dceru najala automobilka k obhajobě.